# Take Two (album)
Take Two studijski je album kojeg u duetu izvode američka soul pjevačica Kim Weston i Marvin Gaye, a izlazi u kolovozu 1966.g.
Album je nazvan po najuspješnijem odabiru skladbe u Top 5 R&B-a i Top 20 Pop ljestvica, hitu "It Takes Two", koji je bio Gayev drugi najuspješniji hit u duetu s Kim Weston. Na albumu se također nalazi i malo manje popularna uspješnica "What Good Am I Without You?".
Ubrzo nakon što je album objavljen, Weston napušta izdavačku kuću Motown radi spora oko honorara (slučajnost, Mary Wells je također otišla iz Motowna dvije godine ranije nakon snimanja albuma Together, kojeg je otpjevala u duetu s Gayeom). Weston je došla kao zamjena za Gayevu duet partnericu Tammi Terrell, s kojom je tijekom 1960-ih imao nekoliko velikih uspješnica.

## Popis pjesama

### Strana prva
1. "It Takes Two" (Sylvia Moy, William "Mickey" Stevenson)
2. "I Love You, Yes I Do" (Glover, Nix)
3. "Baby I Need Your Loving" (Holland-Dozier-Holland)
4. "It's Got to Be a Miracle (This Thing Called Love)" (Bullock, Moy, Stevenson)
5. "Baby Say Yes" (Stevenson, Weston)
6. "What Good Am I Without You" (Higdon, Stevenson)

### Strana druga
1. "'Til There Was You" (Wilson)
2. "Love Fell on Me" (Moy, Stevenson)
3. "Secret Love" (Fain, Webster)
4. "I Want You 'Round" (Robinson, Stevenson)http://upload.wikimedia.org/wikipedia/commons/c/c9/Button_strike.png
5. "Heaven Sent You, I Know" (Bullock, Moy, Stevenson)
6. "When We're Together" (Bullock, Moy)

## Izvođači
- Prvi (i prateći) vokali - Marvin Gaye i Kim Weston
- Prateći voklai - The Andantes i The Spinners
- Instrumenti - The Funk Brothers

## Vanjske poveznice
- Allmusic.com - Take Two - Marvin Gaye & Kim Weston